# Дворовая боярыня
Дворо́вая боя́рыня, верхо́вая боя́рыня — дворовый чин, в который избирались обычно вдовы, в основном из родства цариц или же по заслугам из придворных женщин меньшего чина, преимущественно из казначей, реже и из кормилиц, после долгой и испытанной службы. 
Дворовым (верховым) боярыням принадлежало первое место в женском штате при дворе. Их чин равнялся с более поздними статс-дамами или фрейлинами. 
Между дворовыми боярынями главенствовали боярыни-мамки малолетних царевичей и царевен. Далее подразделение следовало таким образом: старшинство мамок соответствовало старшинству царевичей; далее мамки царевичей стояли выше, чем мамки царевен. 
Дворовые боярыни утверждались в их званиях особыми царскими указами. Между ними были: казначеи (которые заведовали царицыной казной); светличные (заведовали рукодельями женского царицына чина); постельницы (ведали постельный обиход царицы и портомойное дело); судьи (разбирали споры, ссоры и т. п.). 
Особое внимание уделялось назначению мамок, старших воспитательниц, полностью отвечавших за жизнь и благополучие царевича или царевны. На эту почетную должность назначались преимущественно пожилые боярыни-вдовы, обычно из родни царицы или царя.